# Cinestar
CineStar fue un canal de televisión privado español, de pago, producido por Teuve en un principio y comprado por Chello Multicanal. Su programación se centraba en el cine familiar. Fue lanzado el 1 de enero de 2007.
Contaba con una señal llamada Cinestar +1, solo disponible en ONO, con la misma programación que el canal, pero una hora más tarde.
El canal cerró el 30 de septiembre de 2010. 

## Historia

### Emisiones en Pruebas
Se puso en marcha en 28 de diciembre de 2006.

### Creación
En diciembre de 2006, Teuve anuncia la creación de CineStar, que emitiría películas de Hollywood pero dedicaría cada día de la semana a una temática o género diferente de largometrajes. Los lunes emitían ciclos, los martes, Comedia, los miércoles, Clásicos, los jueves, Thriller/Acción, los viernes, Estrellas, los sábados, Grandes éxitos y los domingos, Lo mejor de la semana. Inicialmente sólo estaba disponible en la operadora de cable Ono, y luego estaría en R. El canal inició sus emisiones el 1 de enero de 2007.

### Nuevo Logo
En septiembre de 2008, el canal se marcó en el nuevo logo.

### Movistar TV
En noviembre de 2009, CineStar se incorporó a la oferta de canales de la plataforma IPTV Movistar TV.

## Programación
Cinestar se enfoca en el cine clásico y de los 80 y 90, Al igual que su canal hermano Extreme, tenía una sección llamado Escoge tu Peli.

## Fin del canal
Chello Multicanal, propietaria del canal después de la compra de Teuve, ya anunció que cesaría las emisiones del canal próximamente. Dicho cese se llevó a cabo el 30 de septiembre de 2010 ya que su hermano Canal Hollywood era igual que este y se hacían la competencia.